# Austrammo rossi
Austrammo rossi is een spinnensoort uit de familie Ammoxenidae. De soort komt voor in West-Australië en het Noordelijk Territorium.